# Cybianthus subspicatus
Cybianthus subspicatus là một loài thực vật có hoa trong họ Anh thảo. Loài này được Benth. ex Miq. mô tả khoa học đầu tiên năm 1856.